# Унгава (залив)
Унгава (на английски: Ungava Bay; на френски: Baie d'Ungava) е залив на Северния ледовит океан, на северния бряг на полуостров Лабрадор, край североизточния бряг на Канада. Бреговете му принадлежат административно към провинция Квебек, а островите в него и акваторията му – към територия Нунавут. Дължината му от север на юг е около 280 km, ширината на входа – 260 km, а дълбочината – от 67 m на юг до 600 m на север.
Заливът Унгава е разположен край северния бряг на полуостров Лабрадор и се явява югоизточно уширение на протока Хъдсън. Границата с него се прекарва между носовете Хопс Адванс (на запад) и Чидли (на изток). На запад е ограничен от полуостров Унгава, а на изток – от планината Торнгат. Бреговете му на запад и юг са ниски, плоски, много заблатени, а на изток – високи, стръмни и силно разчленени. По-големите вторични заливи са Хопс Адванс и Лиф (Фьой) в югозападната му част. В него са разположени 2 големи острова: Акпаток (903 km², на север) и Килиник (269 km², на североизток). От запад, юг и югоизток в него се вливат няколко десетки големи реки: Арно, Фьой, Коксоак, Бален, Джордж. От октомври до юни е покрит с ледове, които възпрепятстват корабоплаването. Бреговете му са слабо населени, като има няколко малки селища: Кингиксуалуджуак, Кангирсук и др.
Заливът Унгава е открит и бреговете му са първично описани през 1602 г. от английския мореплавател Джордж Уеймут.